# You Broke Me First
You Broke Me First è un singolo della cantante canadese Tate McRae, pubblicato il 17 aprile 2020 come primo estratto dal secondo EP Too Young to Be Sad.

## Promozione

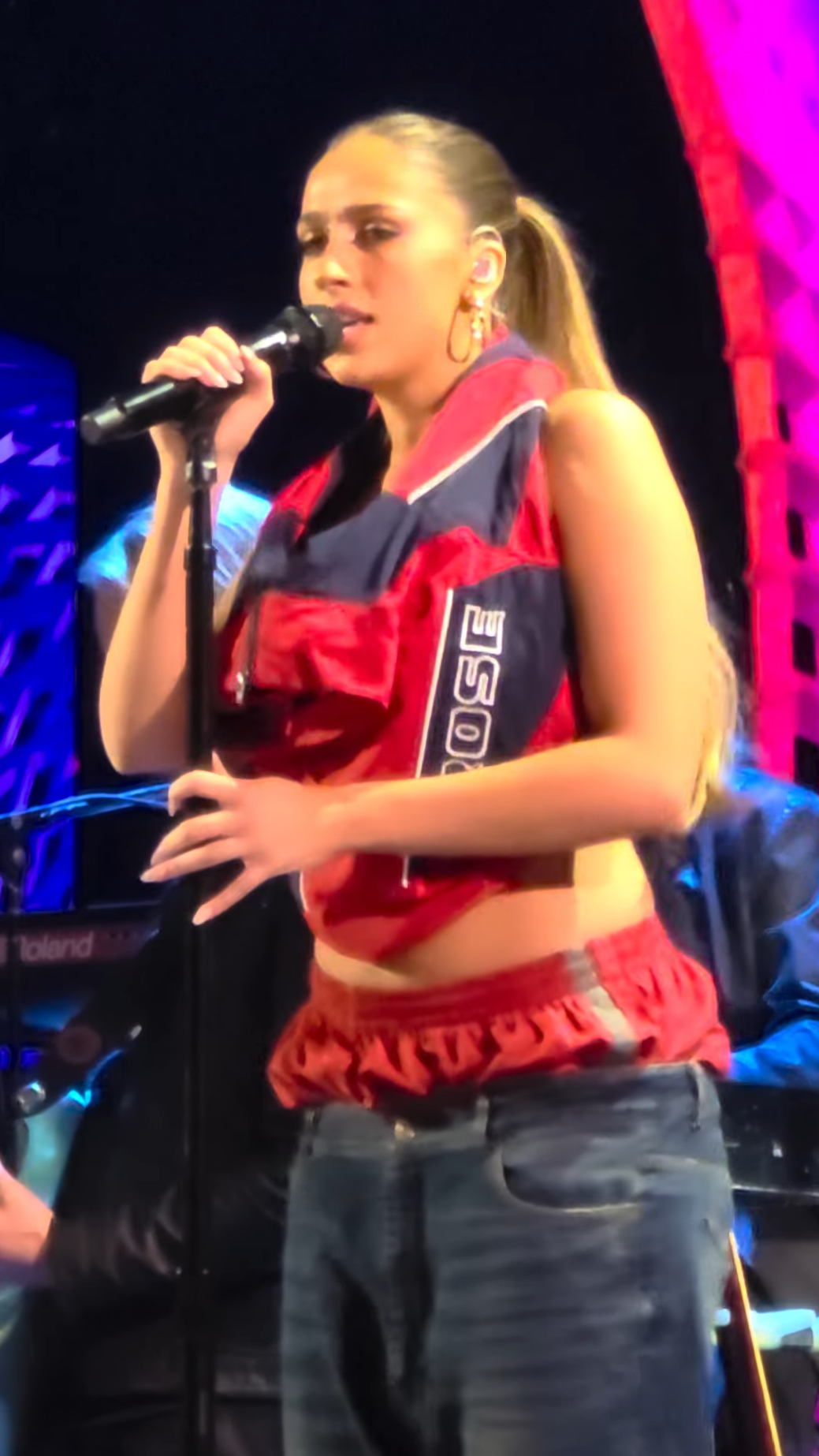
Tate McRae mentre si esibisce sulle note di You Broke Me First al concerto di beneficenza FireAid, 30 gennaio 2025

McRae ha eseguito You Broke Me First per la prima volta in televisione al pre-show degli MTV Video Music Awards 2020.

## Video musicale
Il video musicale, girato dall'iPhone dell'interprete durante la pandemia di COVID-19, è stato reso disponibile il 17 aprile 2020 in concomitanza con l'uscita del brano.

## Tracce
Testi e musiche di Tate McRae, Blake Harnage e Victoria Zaro.
Download digitale
1. You Broke Me First – 2:49

Download digitale – Luca Schreiner Remix
1. You Broke Me First (con Luca Schreiner) (Luca Schreiner Remix) – 3:12

Download digitale – Gryffin Remix
1. You Broke Me First (con Gryffin) (Gryffin Remix) – 3:35

Streaming – Bedroom Sessions
1. You Broke Me First (Bedroom Sessions) – 2:57

CD singolo
1. You Broke Me First – 2:50
2. You Broke Me First (Gryffin Remix) – 3:36
3. You Broke Me First (Luca Schreiner Remix) – 3:12

7"
1. You Broke Me First – 2:49
2. You Broke Me First (Spotify Singles) – 2:56

## Formazione
- Tate McRae – voce
- Blake Harnage – produzione, registrazione
- Jeff Juliano – missaggio
- Dave Kutch – mastering

## Successo commerciale
Nella Official Singles Chart britannica You Broke Me First ha debuttato alla 66ª posizione nella pubblicazione del 6 agosto 2020 grazie a 7 114 unità di vendita, diventando il primo ingresso in classifica di Tate McRae nel paese. Nella settimana dell'8 ottobre 2020 ha raggiunto la 9ª posizione con 26 164 copie vendute, segnando la prima top ten della cantante. È poi arrivata al 3º posto grazie ad altre 30 275 unità distribuite.
In Australia il singolo ha fatto il suo ingresso alla 47ª posizione della ARIA Singles Chart nella settimana datata 10 agosto 2020, divenendo anche qui il primo ingresso in classifica dell'interprete nel paese.

## Classifiche

### Classifiche settimanali
| Classifica (2020-21) | Posizione massima |
| -------------------- | ----------------- |
| Australia            | 7                 |
| Austria              | 15                |
| Belgio (Fiandre)     | 4                 |
| Belgio (Vallonia)    | 3                 |
| Canada               | 8                 |
| Croazia              | 50                |
| Danimarca            | 14                |
| Estonia              | 35                |
| Finlandia            | 8                 |
| Francia              | 58                |
| Germania             | 19                |
| Grecia               | 11                |
| Irlanda              | 3                 |
| Islanda              | 32                |
| Libano               | 8                 |
| Lituania             | 12                |
| Malaysia             | 4                 |
| Norvegia             | 4                 |
| Nuova Zelanda        | 12                |
| Paesi Bassi          | 10                |
| Polonia              | 44                |
| Portogallo           | 23                |
| Regno Unito          | 3                 |
| Repubblica Ceca      | 14                |
| Romania              | 16                |
| Singapore            | 6                 |
| Slovacchia           | 18                |
| Slovenia             | 24                |
| Stati Uniti          | 17                |
| Svezia               | 7                 |
| Svizzera             | 13                |
| Ungheria             | 11                |

### Classifiche di fine anno
| Classifica (2020) | Posizione |
| ----------------- | --------- |
| Australia         | 50        |
| Austria           | 56        |
| Belgio (Fiandre)  | 57        |
| Danimarca         | 65        |
| Irlanda           | 33        |
| Norvegia          | 25        |
| Paesi Bassi       | 64        |
| Portogallo        | 139       |
| Regno Unito       | 56        |
| Svezia            | 37        |
| Svizzera          | 64        |
| Ungheria          | 36        |
| Classifica (2021) | Posizione |
| Australia         | 27        |
| Austria           | 63        |
| Belgio (Fiandre)  | 60        |
| Belgio (Vallonia) | 27        |
| Canada            | 16        |
| Danimarca         | 65        |
| Germania          | 55        |
| Irlanda           | 42        |
| Paesi Bassi       | 100       |
| Portogallo        | 92        |
| Regno Unito       | 62        |
| Stati Uniti       | 37        |
| Svezia            | 60        |
| Svizzera          | 80        |
| Ungheria          | 64        |